# Chupacabra

Una rappresentazione immaginaria del chupacabra (le descrizioni dell'ipotetico animale sono in realtà molto varie).

Il chupacabra (dallo spagnolo chupar, "succhiare" e cabra, "capra", dunque: "succhiacapra") è una creatura leggendaria appartenente alla mitologia contemporanea (criptide) la cui caratteristica principale sarebbe quella di attaccare e uccidere animali domestici, di solito capre, bevendone il sangue e lasciandoli dissanguati. La leggenda è nata a Porto Rico negli anni 1990 e si è diffusa in America Latina e negli Stati Uniti d'America, specialmente tra le comunità latinoamericane di più recente immigrazione.
Le descrizioni del chupacabra da parte dei presunti testimoni sono varie. La prima descrizione risalente all'origine portoricana della leggenda è quella di un essere con gambe e braccia esili, con una serie di aculei allineati dalla testa fino al dorso e con il viso senza naso e orecchie. I presunti casi di avvistamento sono in genere correlati al ritrovamento di animali morti.

## Plausibilità scientifica
Biologi e addetti alla forestale vedono il chupacabra come una leggenda metropolitana e anche la criptozoologia in genere non prende in considerazione questo tipo di creature.
Il mito del chupacabra è stato messo in relazione con il ritrovamento di alcune carogne in Texas, che alcuni media hanno presentato come appartenenti a un canide sconosciuto, imparentato con il coyote, che potrebbe essere diffuso su un'area geografica ampia, sebbene in popolazioni piuttosto ridotte e perciò poco conosciuto sino a oggi; in realtà si pensava si trattasse di un coyote.

### Il ritrovamento di Cuero

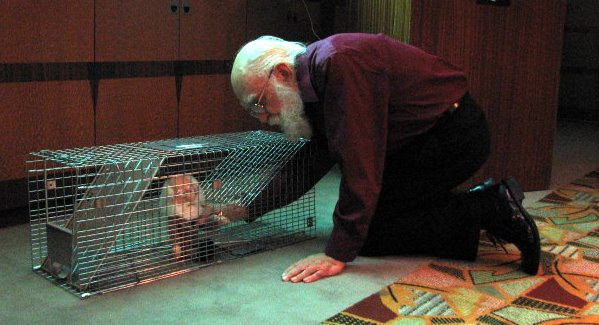
James Randi, debunker canadese, prepara una trappola per catturare il presunto "chupacabra" durante una dimostrazione.

L'ipotesi che il chupacabra sia una specie sconosciuta di canide è stata introdotta in seguito al ritrovamento di carcasse prive di pelo nel 2005 a Elmendorf e nel 2007 a Cuero, in Texas. Nel 2005, un allevatore texano catturò un presunto chupacabra che somigliava a un incrocio tra un cane senza peli, un canguro e un topo gigante. Il presunto chupacabra di Cuero è stato trovato dalla proprietaria di un ranch secondo la quale non poteva trattarsi di un animale conosciuto come un cane o un coyote.

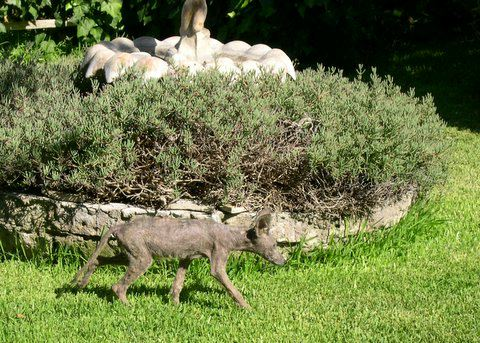
Coyote con malattia cutanea.

L'animale era privo di pelo, fatta eccezione per una striscia di rada peluria lungo il dorso, e non aveva denti incisivi. Osservando un foro nella gengiva, la donna ha avanzato l'ipotesi, zoologicamente non credibile, che attraverso di esso l'animale potesse succhiare il sangue alle sue vittime. La donna ha conservato la testa della bestia per farne un trofeo ed è stato così possibile effettuare le analisi del DNA, compiute presso la Texas State University di San Marcos sotto la guida di Mike Forstner. L'esame ha dimostrato che l'animale era semplicemente un esemplare di coyote in età avanzata. La mancanza del pelo è da attribuirsi a una malattia cutanea, gli incisivi erano evidentemente caduti e il foro poteva semplicemente corrispondere all'alveolo di un dente caduto.

### Il ritrovamento in Ucraina
In Ucraina a partire dal 2009 hanno cominciato a circolare voci relative a un branco di chupacabra che "succhiano il sangue" nelle regioni di Leopoli, Kiev e Rivne (gli abitanti chiamano questo tipo di animale "кровеной сосатель", "il succhiatore del sangue").
Nel 2009 presso l'ufficio regionale di polizia a Ternopil' arrivò una denuncia, da parte di un gruppo di persone, in cui si testimoniava il ritrovamento di un animale morto simile a un chupacabra. Fotografie della supposta presenza di numerosi branchi di chupacabra sono esibite in varie gazzette ufficiali. Di questa creatura si è parlato ad esempio nella gazzetta «Факты и комментарии», sul canale televisivo STB.

## La taglia da 50.000 sterline
La software house Capcom, per pubblicizzare il videogioco Monster Hunter: World, con la partecipazione di Jon Downes (criptozoologo e cacciatore di mostri) ha offerto una ricompensa di 50.000 sterline a chiunque sia in grado di portare prove inoppugnabili che dimostrassero l’esistenza del chupacabra o di altre creature mostruose e rare al contatto con l'uomo.

## Nella cultura popolare e nei media

### Film e serie TV
Dal 1996 oltre sette film di varia qualità e genere sono stati dedicati a questa creatura.
Il chupacabra compare nell'ottavo episodio della quarta stagione della serie televisiva Grimm.
Il chupacabra viene citato nel quinto episodio della seconda stagione di The Walking Dead.
Nel terzo episodio della seconda stagione di Supernatural ai fratelli Winchester si consiglia di dedicarsi a cacciare un chupacabra "due Stati più in là".
Il chupacabra è protagonista anche nell'episodio 6x18 della serie TV Bones.
Il chupacabra è il protagonista dell'undicesimo episodio della quarta stagione di X-Files.
Nella serie Netflix The Imperfects uno dei protagonisti, Juan, si può  trasformare in un chupacabra

### Animazione
In una sequenza di Scooby-Doo e il terrore del Messico, Scooby-Doo e i suoi amici si imbattono in un chupacabra.
Nel film Il Gatto con gli Stivali, Gatto afferma che è uno dei modi in cui lo chiamava la gente in passato. In una scena seguente, mentre insegue un gatto misterioso, una donna lo aggredisce con una scopa gridando "Chupacabra!" dopo che si è schiantato su un balcone e ha accidentalmente rovesciato un vaso dopo essere scivolato da un tetto.
Ne Il Laboratorio di Dexter, Dexter e Dee-Dee vanno in Messico in cerca di Charlie, un chupacabra creato da Dexter per spaventare la sorella.
In Futurama, Fry si prende cura di un mostro succhia ossa che poi chiamerà Mr. Peppy e rivelatosi ghiotto di pecore, soggetto ispirato dal chupacabra.
Nel film Hotel Transylvania 3 - Una vacanza mostruosa, in una scena si vede il chupacabra che chiede al bar della nave da crociera qualcosa che possa soddisfare la sua sete e il barista alla sua richiesta gli pone una capra.

### Giochi
Nel gioco di carte Magic: The Gathering, set di Ixalan ci sono due carte creatura chiamate: Chupacabra in Agguato e Chupacabra Famelico.
WIZKIDS realizza una miniatura di chupacabra per i giochi di ruolo come D&D, Pathfinder, e altri. 
Chupacabra Survive the Night è un gioco di dadi da STEVE JACKSON GAMES. 
In Red Dead Redemption: Undead Nightmare dal tramonto in alcune zone il giocatore deve difendersi dall'attacco dei chupacabra. Anche la quinta traccia della colonna sonora è dedicata a questa creatura.

### Programmi TV
Voyager, programma della Rai con Roberto Giacobbo, dedica un servizio al mito del chupacabra. Lo stesso Giacobbo ritornerà a parlarne in una puntata del programma Freedom - Oltre il confine.